# Mookane
Mookane é uma vila localizada no Distrito Central em Botswana. Possuía, em 2011, uma população estimada de 2 983 habitantes.